# Sitio de Mafeking

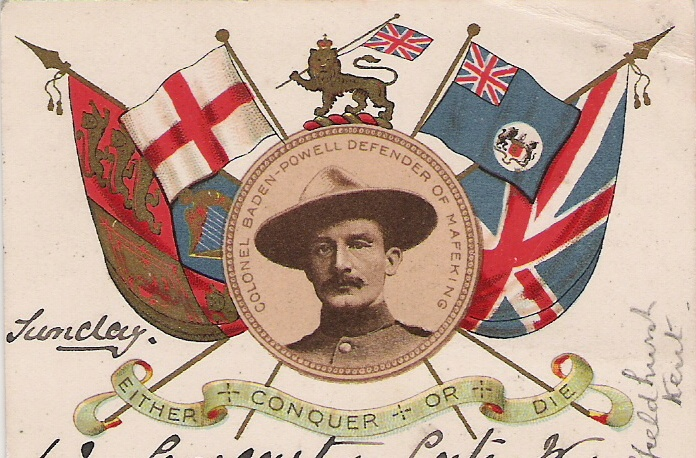
Postal emitida en honor de Baden-Powell por del éxito en Mafeking.

El sitio de Mafeking fue la acción militar británica más famosa de la segunda guerra de los bóeres. Tuvo lugar en la ciudad de Mafikeng (llamada Mafeking por los británicos), en la República Sudafricana durante un período de 217 días, a partir octubre 1899 a mayo de 1900 y volvió al coronel Robert Baden-Powell un héroe nacional, quien posteriormente fundaría el Movimiento Scout. La Liberación de Mafeking (el levantamiento del estado de sitio), es considerada una victoria decisiva para los británicos y una derrota aplastante para los bóeres o afrikáneres. La ciudad contaba con unas 8850 personas de las cuales 7500 eran nativos.

## Historia
En julio de 1899, luego de reincorporarse de una licencia, Baden-Powell recibe la orden del alto mando del Ejército Británico de volver a Sudáfrica en una misión especial con el objetivo de reclutar un contingente policial que patrulle la frontera noroeste. 
El 11 de octubre del mismo año estalla la guerra contra los bóeres y Robert Baden-Powell es sorprendido en la ciudad de Mafeking, debiendo defenderla ante el asedio y sitio de la misma.
El entonces Col. británico Baden-Powell se desempeñó como jefe militar de la ciudad y organizó un regimiento de 700 soldados.
Luego se incrementó con 300 voluntarios británicos y unos 750 nativos.
El 13 de octubre de 1899, Baden Powell, lideró este grupo de mil 50 hombres recién organizados y armados, seiscientas mujeres y niños y siete mil indígenas que no participaban directamente en el conflicto; el arsenal con el que contaba era de 4 cañones pequeños y 7 ametralladoras, habiendo organizado la defensa en apenas tres meses. 
El ejército sitiador al bajo el mando del Gral. Piet Cronje, estaba formado por ocho mil hombres y un respetable arsenal bélico. El asedio fue implacable y sólo con la astucia de BP pudieron soportarlo hasta el 17 de mayo de 1900, cuando fueron liberados por una fuerza conjunta inglesa al mando de los coroneles Plumer y Mahon.
Baden-Powell pese a su inferioridad numérica organizó a los pobladores y con diferentes técnicas de simulación y distracción logró retener el control de la ciudad.
Los cañones utilizados en la batallas habían sido fabricados por la Compañía Bailey & Pegg en 1770, por lo que curiosamente, tenían inscritos las siglas B.P. & Co.
La primera actividad de Baden-Powell fue la de crear un anillo de protección compuesto por 60 fuertes y un efectivo esquema de trincheras. Colocó diversos reflectores y francotiradores todas las noches. Para la defensa, fabricaron granadas con botes llenos de dinamita, los cuales eran lanzados hasta una distancia de cien metros por medio de una caña de pescar. Una de sus tácticas preferidas era la de engañar al enemigo haciéndole creer que se enfrentaba a un ejército mayor al real, para el caso, fabricó maniquíes de soldados.
Basado en el concepto de que la mejor defensa es el ataque, los británicos golpeaban al enemigo cada vez que podían, con el escaso material con que contaba. En ese ambiente, en que todos los hombres eran necesarios para la defensa de la ciudad, BP reunió un cuerpo de cadetes al cual uniformó, dándoles la tarea de llevar los mensajes y órdenes, hacer de centinelas y ayudar en la distribución de alimentos y medicinas (con esto pudo ocupar en la batalla a los hombres que se encargaban de cumplir estas funciones). Al mando de este cuerpo de cadetes estaba un joven oficial llamado Goodyear. Con gran coraje y responsabilidad, incluso bajo fuego enemigo en sus bicicletas, sorteaban los inconvenientes y cumplían con lo ordenado. BP se dio cuenta de que cuando a un joven se le da una responsabilidad, este pone mucho empeño en cumplirla. Este razonamiento fue el principio del movimiento Scout.

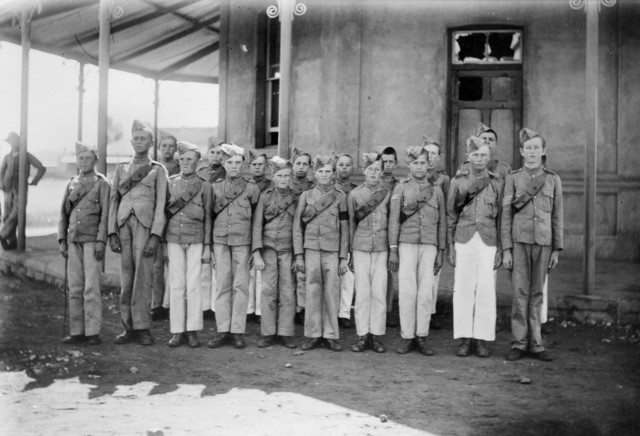
Cadetes de Mafeking durante el sitio.

El importante papel que desempeñaron los jóvenes voluntarios como mensajeros y espías, entre otras tareas, inspiró posteriormente al coronel Baden-Powell para crear en 1907 el escultismo o Movimiento Scout.

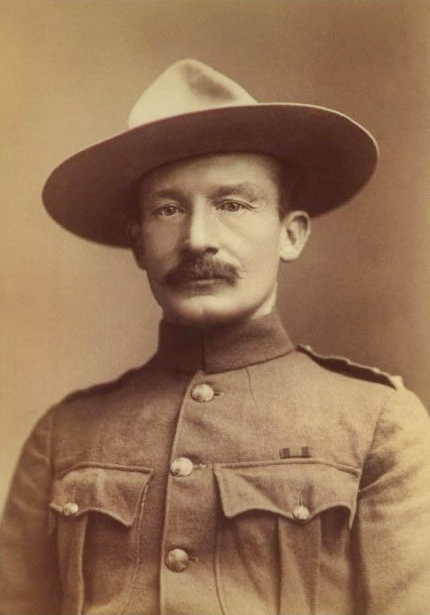
Baden-Powell en Sudáfrica en 1896.

Una de las propuestas de guerra de BP era que pese al ambiente bélico, la vida debía seguir de la forma más natural posible; a tal efecto, emitió billetes para que el comercio continuase. Durante la noche, utilizaba un megáfono para ordenar un ataque ficticio, con lo que conseguía atraer el fuego bóer, no permitiendo que descansasen. En una fuerte ofensiva bóer, fueron capturados el comandante de la tribu y cien de sus hombres; la custodia fue asignada a los muchachos cadetes.
Tras la liberación de Mafeking (en la cual participó el mayor Baden Fletcher Baden-Powell, el hermano menor de BP), se asignó a Robert el entrenamiento de la policía sudafricana. Para junio de 1901, BP había reclutado, montado, equipado y adiestrado a 8.000 policías. El lema establecido por BP para el cuerpo policial fue "Sin mala voluntad para nadie y caridad para todos". Viajó miles de kilómetros en tren y a caballo para supervisar el buen funcionamiento del nuevo cuerpo encargado de mantener el orden en tiempos de paz. La labor de BP en la policía hizo que el secretario de Estado para las colonias, Joseph Chamberlain, le elogiase.
El sitio duró 260 días desde el 12 de octubre de 1899 al 18 de mayo de 1900. Los británicos sufrieron 812 bajas, pero se calcula que las pérdidas bóeres fueron de unas 2000.
A partir de la tenaz defensa de esta ciudad sudafricana Robert Baden-Powell logró una notoriedad impensada y fue recibido en Inglaterra como un héroe, siendo ascendido a Mayor General. En 1904 Baden-Powell instauró un obelisco en la ciudad en memoria de los caídos durante el sitio.